# Plaine Commune
La Plaine Commune és una de les divisions o Établissement public territorial de la Metròpoli del Gran París creada al 2016.
Està formada per 9 municipis que pertanyen al districte de Saint-Denis del departament del Sena Saint-Denis.

## Municipis
1. Aubervilliers
2. La Courneuve
3. Épinay-sur-Seine
4. L'Île-Saint-Denis
5. Pierrefitte-sur-Seine
6. Saint-Denis
7. Saint-Ouen
8. Stains
9. Villetaneuse